# Bangor (Nueva York)
Bangor es un pueblo ubicado en el condado de Franklin en el estado estadounidense de Nueva York. En el año 2000 tenía una población de 2147 habitantes y una densidad poblacional de 19.2 personas por km².

## Geografía
Bangor se encuentra ubicado en las coordenadas 44°50′42″N 74°26′45″O / 44.84500, -74.44583.

## Demografía
Según la Oficina del Censo en 2000 los ingresos medios por hogar en la localidad eran de $31 033, y los ingresos medios por familia eran $35 708. Los hombres tenían unos ingresos medios de $26 802 frente a los $21 597 para las mujeres. La renta per cápita para la localidad era de $13 679. Alrededor del 18.2% de la población estaban por debajo del umbral de pobreza.